# Ansonia minuta
Ansonia minuta е вид жаба от семейство Крастави жаби (Bufonidae). Видът е почти застрашен от изчезване.

## Разпространение
Разпространен е в Индонезия и Малайзия.

## Описание
Популацията на вида е намаляваща.